# Adidas Questra
Questra era uma família de bolas de futebol produzidas originalmente pela Adidas para grandes eventos internacionais em meados da década de 1990.

## Etimologia
O nome foi derivado de uma palavra antiga que significa "a busca para as estrelas."

## Histórico
A primeira bola da família, intitulada Questra, foi desenvolvida para ser a bola oficial da Copa do Mundo de Futebol de 1994 nos Estados Unidos. Devido à popularidade dessa bola, havia duas novas edições da Questra, lançadas em 1996. Uma delas foi chamada de "Questra Europa" e foi escolhida como a bola oficial da Eurocopa 1996, na Inglaterra, enquanto a outra, intitulada "Questra Olympia" e foi a bola oficial das competições de futebol dos Jogos Olímpicos de Verão de 1996. Ambas as bolas tinham cores relacionadas.
No processo de desenvolvimento da Questra, a Adidas tentou criar uma bola mais leve e mais ágil. A nova bola foi produzida com cinco materiais diferentes e envolvida em espuma de poliestireno, tornando-a mais impermeável e permitindo uma maior aceleração quando chutada. Em consequência disso, a bola ficou macia ao toque e seu domínio foi melhorado. Esses benefícios se revelaram dentro de uma semana da Copa do Mundo em 1994, enquanto os jogadores se adaptaram rapidamente à nova bola e foram capazes de marcar grandes gols, utilizando uma bola mais leve. No entanto, alguns goleiros se queixaram de instabilidade da bola em tempos úmidos.
A última edição da Questra foi a "Questra Apollo", utilizada na primeira divisão do Campeonato Espanhol de Futebol (também conhecida como La Liga), entre 1996 e 1997. A Questra Apollo era idêntica à bola original da Copa do Mundo de 1994, diferenciando-se pelo fato de apresentar o logotipo da Real Federação Espanhola de Futebol.